# Leptocera aequipilosa
Leptocera aequipilosa är en tvåvingeart som först beskrevs av Oswald Duda 1925.  Leptocera aequipilosa ingår i släktet Leptocera och familjen hoppflugor. Inga underarter finns listade i Catalogue of Life.